# 15 de Septiembre, Puebla
15 de Septiembre är en ort i Mexiko.   Den ligger i kommunen Cuautlancingo och delstaten Puebla, i den sydöstra delen av landet, 100 km öster om huvudstaden Mexico City. 15 de Septiembre ligger 2 206 meter över havet och antalet invånare är 251.
Terrängen runt 15 de Septiembre är platt åt sydväst, men åt nordost är den kuperad. Runt 15 de Septiembre är det mycket tätbefolkat, med 2 614 invånare per kvadratkilometer. Närmaste större samhälle är Puebla de Zaragoza, 11,2 km söder om 15 de Septiembre. Runt 15 de Septiembre är det i huvudsak tätbebyggt.